# Liste der Baudenkmäler in Lippstadt
Die Liste der Baudenkmäler in Lippstadt enthält die denkmalgeschützten Bauwerke auf dem Gebiet der Gemeinde Lippstadt im Kreis Soest in Nordrhein-Westfalen. Diese Baudenkmäler sind in der Denkmalliste der Gemeinde Lippstadt eingetragen; Grundlage für die Aufnahme ist das Denkmalschutzgesetz Nordrhein-Westfalen (DSchG NRW).

Die Liste der Baudenkmäler enthält Sakralbauten, Wohn- und Fachwerkhäuser, historische Gutshöfe und Adelsbauten, Industrieanlagen, Wegekreuze und andere Kleindenkmäler sowie Grabmale und Grabstätten, die eine besondere Bedeutung für die Geschichte von Lippstadt haben.

## Baudenkmäler
| Bild                                                                                    | Bezeichnung                                                                             | Lage | Beschreibung | Bauzeit | Eingetragen seit   | Denkmal- nummer |
| --------------------------------------------------------------------------------------- | --------------------------------------------------------------------------------------- | --- | --- | --- | ------------------ | --------------- |
|                                                                                         |                                                                                         | Bad Waldliesborn Alter Schulweg 15 Karte                                                                                    | | | 1. Juni 1988       | 222             |
| Grabstein                                                                               | Grabstein                                                                               | Bad Waldliesborn Beermannweg 3 Karte                                                                                        | Grabstein des Lehrers Heinrich Terhaar (1866–1932) und seiner Schwester Anna | 1932 | 18. Januar 1988    | 217             |
| weitere Bilder                                                                          | Halbmeilenstein, später Kreisgrenzstein                                                 | Bad Waldliesborn Quellenstraße/Ostlandstraße Karte                                                                          | | | 25. September 1990 | 247             |
| Altgebäude der Grundschule Bad Waldliesborn                                             | Altgebäude der Grundschule Bad Waldliesborn                                             | Bad Waldliesborn Parkstraße 19 Karte                                                                                        | | | 13. September 1989 | 241             |
| weitere Bilder                                                                          | Kath. Pfarrkirche St. Josef, Lippstadt-Bad Waldliesborn                                 | Bad Waldliesborn Parkstraße / Beermannweg Karte                                                                             | Bischof Johannes Poggenburg erhob 1928 den Kapellenbezirk Waldliesborn zum Pfarrrektorat. Die Pfarrmitglieder beschlossen den Bau einer neuen Kirche, da die St.-Paulus-Kapelle zur Kluse zu klein war. Die Pauluskapelle wurde 1972 abgebrochen. Nach einer Kirchenkollekte in den Pfarreien des Bistums Münster und einer Hauskollekte in Westfalen war das notwendige Geld beschafft. Das Gebäude in neubarocken Formen planten die Architekten Alexander Cazin und H. Lohmann. Die Grundsteinlegung erfolgte 1929, Bischof Poggenburg weihte das Gebäude 1930. Bemerkenswert ist die Renaissance-Kanzel von 1557, sie stand ehemals in der Pauluskapelle zur Kluse. Die Kanzel wird im Volksmund auch „Kanzel der acht finsteren Männer“ genannt, weil sie mit grimmig dreinblickenden Figuren verziert ist, sie hat die Form eines achteckigen Bechers. Die Flachschnitzereien zeigen Darstellungen aus dem Neuen und Alten Testament, wie die Beschneidung Jesu im Tempel, König Salomon, König David und Moses mit den Gesetzestafeln.                                                            | 1929–1930 | 12. Oktober 1988   | 230             |
|                                                                                         |                                                                                         | Bad Waldliesborn Scheidenstraße 14 Karte                                                                                    | | | 23. Oktober 1986   | 155             |
|                                                                                         |                                                                                         | Bad Waldliesborn Walkenhausweg 23 Karte                                                                                     | | | 18. Januar 1988    | 216             |
| Bildstock                                                                               | Bildstock                                                                               | Benninghausen Benninghauser Heide (bei Nr. 20) Karte                                                                        | | | 12. Februar 1996   | 273             |
| weitere Bilder                                                                          | Kath. Pfarrkirche St. Martin                                                            | Benninghausen Dorfstraße Karte                                                                                              | Die katholische Pfarrkirche ist eine ehemalige Zisterzienserinnenkirche. Die spätgotische Saalkirche zu vier Jochen wurde aus hammergerechtem Bruchstein erreicht, der Chor schließt mit 5/8. Die Reste einer Vorgängerkirche wurden 1982 ergraben, es handelte sich um die Fundamente einer Saalkirche ohne Turm, mit eingezogenem Chor. Bedeutend ist ein Kruzifix aus Eiche, das vermutlich um 1070 in Köln angefertigt wurde. Bei dem schlanken Corpus treten deutlich sichtbar Sehnen hervor. Die Reste einer ursprünglichen Farbfassung wurden nach Befund restauriert. Das Sepulcrum in der Brust wurde nachträglich eingefügt und die Balken des Kreuzes erneuert. | 1514 | 7. August 1986     | 146             |
| Pfarrhaus                                                                               | Pfarrhaus                                                                               | Benninghausen Dorfstraße 24 Karte                                                                                           | | Anfang 20. Jh. | 12. Februar 1996   | 274             |
| BW                                                                                      | Gut Alpe                                                                                | Benninghausen Gut Alpe 1 Karte                                                                                              | | | 3. Dezember 1986   | 176             |
| Bildstock                                                                               | Bildstock                                                                               | Benninghausen Hammerschmidtbogen Karte                                                                                      | | 1726 | 7. September 1987  | 212             |
|                                                                                         |                                                                                         | Benninghausen Haus 5 beim WLK Karte                                                                                         | | 1854 | 7. September 1987  | 209             |
| weitere Bilder                                                                          | ehem. Klostergebäude                                                                    | Benninghausen Im Hofholz 6 Karte                                                                                            | Das ehemalige Klostergebäude dient heute als Klinikgebäude für den LWL Die barocke Vierflügelanlage wirkt schlicht, der Kreuzgang im Norden ist erhalten. Das Gebäude wurde seit 1822 als Pflegeanstalt, ab 1933 als wildes KZ der SA und seit 1945 als Landeskrankenhaus genutzt. Der Bau ist verputzt und wurde mit Eckquaderungen versehen. Im überdachten Mittelrisalit der nördlichen Fassade befindet sich ein Portal. Der gesprengte Giebel zeigt ein Wappen und die Bezeichnungen 1711 und 1721. Das Portal ist durch eine Freitreppe erschlossen. Der beschnitzte Treppenaufgang ist mit 1725 bezeichnet. Am Erweiterungsbau im Südwesten ist eine Wappentafel der Äbtissin Anna Theodora von Kleinsorge angebracht. In einigen der Kellerräume sind noch Reste von Wandmalereien aus dieser Zeit zu finden. Das Gebäude steht in einem vor über 100 Jahren angelegten Park, mit über einhundert Strauch- und Baumarten, darunter allein zwölf verschiedene Sorten Ahorn. Erwähnenswert ist auch der 1750 Meter lange Astronomielehrpfad, der die Anordnung der Planeten im Sonnensystem zeigt. | 18. Jahrhundert | 18. November 1986  | 170             |
| Barockes Heiligenhäuschen                                                               | Barockes Heiligenhäuschen                                                               | Benninghausen Schellhasseweg (handschriftlich: Versetzt nach Vorplatz des Kindergartens (1988)) Karte                       | | | 1. Juni 1988       | 223             |
| BW                                                                                      | Gebäude der Sauerstoffabfüllanlage                                                      | Benninghausen Dorfstraße 30 Karte                                                                                           | | 1924/25 | 4. Januar 2000     | 288             |
| Wohnhaus                                                                                | Wohnhaus                                                                                | Bökenförde Dionysiusstraße 5 Karte                                                                                          | | | 11. Juli 1995      | 270             |
| Transformatorenhaus                                                                     | Transformatorenhaus                                                                     | Bökenförde Rüthener Straße Karte                                                                                            | | | 19. Mai 1992       | 264             |
| Ehrenmal                                                                                | Ehrenmal                                                                                | Bökenförde Rüthener Straße Karte                                                                                            | | 1958 | 22. August 2002    | 300             |
| Altes Pfarrhaus                                                                         | Altes Pfarrhaus                                                                         | Bökenförde Rüthener Straße 28 Karte                                                                                         | | 1820–1824 | 22. August 1988    | 229             |
| weitere Bilder                                                                          | Schloss Schwarzenraben                                                                  | Bökenförde Schloss Schwarzenraben Karte                                                                                     | Das umgräftete barocke Wasserschloss war ursprünglich ein Lehensgut des Klosters Abdinghof. Die Ökonomiegebäude stehen südlich der Gräfte, sie sind mit Mansarddächern gedeckt. Das Herrenhaus wurde von 1759 bis 1778 nach Plänen von Franz Christoph Nagel errichtet, Baumeister war Matthias Kitz. An das Herrenhaus schließen kurze Seitenflügel an, es ist mit einem Mansarddach gedeckt. 1935 brannte es und die Inneneinrichtung nahm erheblichen Schaden. Das zerstörte Dach wurde verändert wieder aufgebaut. Die Ökonomiegebäude, der Garten und die Auffahrt sind axial auf das Herrenhaus ausgerichtet, das mit drei Seiten in der Gräfte steht. | 1759 bis 1778 | 20. November 1986  | 174             |
| Kath. Pfarrkirche St. Dionysius                                                         | Kath. Pfarrkirche St. Dionysius                                                         | Bökenförde | Die katholische Wallfahrtskirche ist eine Basilika aus Bruchstein, sie wurde im 12. Jahrhundert errichtet. Das zweijochige Gebäude mit einem Turm, der ebenfalls im 12. Jahrhundert errichtet wurde, besitzt Chor und Apsis. Die Kapelle zur Verehrung des Gnadenbildes wurde 1521 an das Seitenschiff der Nordseite angebaut. Das Langhaus ist an beiden Seiten durch rundbogige Portale erschlossen. Die Wände der Seitenschiffe sind durch neuromanisch eingefasste Fenster gegliedert. Der Turm mit vier Geschossen hat in den Obergeschossen Biforien. Bemerkenswert sind Reste romanischer Wandmalereien am Gurtbogen im Westen, sie wurden 1976 restauriert. Ein achteckiger Taufstein von 1583 wirkt schmucklos. Das Gnadenbild wurde im 13. Jahrhundert aus Lindenholz geschnitzt und 1961 ergänzt und restauriert. | 12. Jahrhundert | 7. August 1986     | 147             |
| Pastoratsgebäude                                                                        | Pastoratsgebäude                                                                        | Cappel Beckumer Straße 189 Karte                                                                                            | | | 25. Juni 1986      | 137             |
| Kath. Pfarrkirche St. Mariae Himmelfahrt in Lippstadt-Cappel                            | Kath. Pfarrkirche St. Mariae Himmelfahrt in Lippstadt-Cappel                            | Cappel Beckumer Straße 191 Karte                                                                                            | | | 25. Juni 1986      | 136             |
| Grenzstein                                                                              | Grenzstein                                                                              | Cappel Beckumer Straße/Boker Kanal Karte                                                                                    | | | 8. Januar 1987     | 198             |
| Kapelle                                                                                 | Kapelle                                                                                 | Cappel Böbbingweg 71 Karte                                                                                                  | | | 18. Januar 1988    | 214             |
| ehem. Stiftsdienerhaus (Justika)                                                        | ehem. Stiftsdienerhaus (Justika)                                                        | Cappel Cappeler Stiftsallee 1 Karte                                                                                         | | | 17. Mai 2006       | 302             |
| ehem. Rentei                                                                            | ehem. Rentei                                                                            | Cappel Cappeler Stiftsallee 2 Karte                                                                                         | | | 17. Mai 2006       | 303             |
| Bauernhaus                                                                              | Bauernhaus                                                                              | Cappel Holzstraße 225 Karte                                                                                                 | | | 23. August 1994    | 269             |
| Heiligenhäuschen                                                                        | Heiligenhäuschen                                                                        | Cappel Lichtenplatz 41 Karte                                                                                                | | | 21. Mai 1991       | 258             |
| weitere Bilder                                                                          | Stift Cappel                                                                            | Cappel | | | 7. August 1986     | 148             |
| weitere Bilder                                                                          | Grenzsteine um Cappel                                                                   | Cappel | | | 25. September 1990 | 248             |
|                                                                                         |                                                                                         | Dedinghausen Am Kusel 6 Karte                                                                                               | | | 27. Januar 1987    | 202             |
|                                                                                         |                                                                                         | Dedinghausen Thingstraße 4 Karte                                                                                            | | 1853 | 3. Dezember 1986   | 177             |
| Backhaus                                                                                | Backhaus                                                                                | Dedinghausen Thingstraße 3 Karte                                                                                            | | | 9. Dezember 1996   | 281             |
| weitere Bilder                                                                          | Antoniuskapelle                                                                         | Eickelborn Mutecke Karte | | 1649 | 7. August 1986     | 149             |
| Westfälische Klinik für Psychiatrie und zugehörige Wohnbebauung in Lippstadt-Eickelborn | Westfälische Klinik für Psychiatrie und zugehörige Wohnbebauung in Lippstadt-Eickelborn | Eickelborn Karte | | | 11. Januar 1989    | 234             |
| weitere Bilder                                                                          | Stallgiebelfassade                                                                      | Esbeck Bergstraße 2 Karte                                                                                                   | | 1858 | 3. Dezember 1986   | 178             |
| Bildstock                                                                               | Bildstock                                                                               | Esbeck Nordseite der Pfarrkirche Karte                                                                                      | | 1739 | 10. Dezember 1986  | 191             |
| Bildstock                                                                               | Bildstock                                                                               | Esbeck Südseite der Pfarrkirche Karte                                                                                       | | 1726 | 10. Dezember 1986  | 192             |
| Bildstock                                                                               | Bildstock                                                                               | Esbeck Schwalbenweg | | 1739 | 10. Dezember 1986  | 190             |
| weitere Bilder                                                                          | Kath. Pfarrkirche St. Severinus                                                         | Esbeck | | | 7. August 1986     | 150             |
| Bildstock                                                                               | Bildstock                                                                               | Garfeln Dörferweg Karte | | 1711 | 24. Oktober 1988   | 233             |
| Hof Coersmeier                                                                          | Hof Coersmeier                                                                          | Garfeln Dörferweg 78 Karte                                                                                                  | | 1858 | 4. Dezember 1986   | 180             |
| Speicher                                                                                | Speicher                                                                                | Garfeln Dörferweg 91 Karte                                                                                                  | | | 3. Dezember 1986   | 179             |
| Bauernhaus                                                                              | Bauernhaus                                                                              | Garfeln Garfelner Straße 100 Karte                                                                                          | | | 13. September 1989 | 240             |
| weitere Bilder                                                                          | Kapelle                                                                                 | Garfeln Garfelner Straße 60 Karte                                                                                           | | 1894 | 5. Oktober 1993    | 267             |
| Schloss Hellinghausen (Torhaus)                                                         | Schloss Hellinghausen (Torhaus)                                                         | Hellinghausen Niederhellinghausen Karte                                                                                     | Das breite, zweigeschossige Torhaus ist aus Fachwerk errichtet und mit einem Walmdach gedeckt. Es trägt die Bezeichnung 1705. Während der Soester Fehde wurde die zugehörige Burg 1445 zerstört. | 1705 | 18. November 1986  | 171             |
| weitere Bilder                                                                          | Kath. Pfarrkirche St. Clemens                                                           | Hellinghausen | Die Kirche gilt als älteste aus Stein gebaute Kirche in Westfalen. An dieser Stelle soll schon 825 eine Vorgängerkirche aus Holz gestanden haben, die mehrfach zerstört und auch wieder aufgebaut wurde. Nach Überlieferungen soll Kaiser Karl im Jahr 777 auf dem Weg zum ersten Reichstag die Kirche gesehen haben. Nach einer erneuten Renovierung im Jahr 1782 weihte ein Abt des Klosters Liesborn das Gebäude. Über dem Eingang ist in Lapidarinschrift zu lesen: Patro CInIo DIVI CLeMentIs NoVa SurreXI (Unter dem Schutzpatron des hl. Clemens bin ich neu erstanden.1782). | 1781 Die nachgotische verputzte Saalkirche zu drei Jochen schließt dreiseitig, der romanische Turm ist niedrig, seine Rundbogenöffnungen sind teilweise vermauert, er ist mit einem Pyramidendach gedeckt. Die Mauern des schlichten Gebäudes sind durch zweibahnige schmale Fenster und Strebepfeiler gegliedert. Das Chronogramm am Südportal ist mit 1781 bezeichnet, das Portal ist klassizistisch gerahmt. Im Innenraum ruhen Kreuzgratgewölbe auf Wandkonsolen. Die Seitenaltäre und der Tabernakel sind mit 1706 bezeichnet, sie wurden von 1957 bis 1961 restauriert. Die Kanzel trägt die Bezeichnung 1783 | 7. August 1986     | 151 Wikidata    |
| weitere Bilder                                                                          |                                                                                         | Herringhausen Schloss Herringhausen, Schorlemerallee Karte                                                                  | Die barocke Schlossanlage in der Schorlemmerallee ist umgräftet. Sie steht auf einem weiten Hof, zur Anlage gehören das Herrenhaus, Pavillons, das Torhaus und eine Scheune. Das Herrenhaus wurde von 1720 bis 1730 nach Plänen von Justus Wehmer errichtet, es steht an drei Seiten in der Gräfte. Der dreiachsige Mittelrisalit ist durch ein übergiebeltes Dachhaus erschlossen. Zum Portal mit Dreiecksgiebel führt eine Freitreppe. Die beiden quadratischen Pavillons wurden im ersten Viertel des 19. Jahrhunderts errichtet, sie sind mit Mansarddächern gedeckt. Die Steinfigur in der Schorlemmerallee stellt den Johannes Nepomuk dar, sie trägt die Bezeichnung 1733 | 1720–1730 | 18. November 1986  | 172             |
|                                                                                         |                                                                                         | Hörste An der Kirche 2 (Küsterei) Karte                                                                                     | | | 4. Dezember 1986   | 184             |
| Gasthaus Dalhoff                                                                        | Gasthaus Dalhoff                                                                        | Hörste Hörster Straße 139 Karte                                                                                             | | | 4. Dezember 1986   | 182             |
| Hof Nacke                                                                               | Hof Nacke                                                                               | Hörste Hörster Straße 144 Karte                                                                                             | | | 13. März 1986      | 103             |
| Bildstock                                                                               | Bildstock                                                                               | Hörste Im Sauerfeld Karte                                                                                                   | | 1712 | 10. Dezember 1986  | 194             |
| Bildstock                                                                               | Bildstock                                                                               | Hörste Im Sauerfeld/Im Dornei Karte                                                                                         | | 18. Jh. | 10. Dezember 1986  | 193             |
|                                                                                         |                                                                                         | Hörste Öchtringhauser Straße 130 Karte                                                                                      | | 1850/60 | 11. November 1986  | 167             |
|                                                                                         |                                                                                         | Hörste Schleusenstraße 2 Karte                                                                                              | | | 4. Dezember 1986   | 181             |
|                                                                                         |                                                                                         | Hörste Schleusenstraße 3 Karte                                                                                              | | | 4. Dezember 1986   | 183             |
| weitere Bilder                                                                          | Kath. Pfarrkirche St. Martin                                                            | Hörste Karte | | | 7. August 1986     | 152             |
| Grenzstein                                                                              | Grenzstein                                                                              | Hörste Karte | | um 1590 | 25. September 1990 | 249             |
| weitere Bilder                                                                          | Jüdischer Friedhof                                                                      | Lipperode Im Neuen Felde Karte                                                                                              | | | 4. Dezember 1986   | 185             |
|                                                                                         |                                                                                         | Lipperode Lippestraße 1 Karte                                                                                               | | | 23. Oktober 1986   | 157             |
| weitere Bilder                                                                          | Kath. Kirche St. Michael                                                                | Lipperode | Das Gebäude wurde 1904 an der Stelle einer Vorgängerkirche errichtet, Baumeister war Arnold Güldenpfennig. Die neugotische Hallenkirche zu drei Jochen schließt mit einem 5/8 Chor. Der Turm steht an der Westseite, Kapelle und Sakristei sind an der Südseite angebaut. Die Wände des aus Anröchter Stein errichteten Gebäudes sind durch Strebepfeiler und Maßwerkfenster gegliedert. Im Innenraum ist das Mittelschiff kreuzrippengewölbt, die Seitenschiffe sind kreuzgratgewölbt. Eine umfangreiche Restaurierung erfolgte 1988. Der Taufstein stammt aus der Vorgängerkirche, nach einer Bezeichnung wurde er 1866 gestiftet. Die geschnitzte Mondsichelmadonna aus Eiche ist eine Arbeit vom 15. Jahrhundert. Die Figuren der Maria und des Johannes aus der Zeit um 1470 bis 1480 standen ehemals bei einer Kreuzigungsgruppe, sie wurden 1966 restauriert. | 1904 | 22. September 1986 | 154 Wikidata    |
| weitere Bilder                                                                          | 20 Grenzsteine im Stadtteil Lipperode                                                   | Lipperode | | | 25. September 1990 | 250             |
| Ehemaliges Stellwerk der WLE                                                            | Ehemaliges Stellwerk der WLE                                                            | Lippstadt Am Nordbahnhof im Bereich der Nordtangente, des Bruchbäumer Weges und des Cappeltores Karte                       | | 1905 | 1. Juni 1988       | 221             |
| Pavillon                                                                                | Pavillon                                                                                | Lippstadt Am Tannenbaum (An der Bellevue) Karte                                                                             | | 1877 | 11. November 1986  | 166             |
| Ehem. Artillerie-Werkstätten                                                            | Ehem. Artillerie-Werkstätten                                                            | Lippstadt Beckumer Straße 87 Karte                                                                                          | heute Rothe Erde | 1905 | 25. Februar 1993   | 265             |
| Wohngebäude                                                                             | Wohngebäude                                                                             | Lippstadt Beckumer Straße 67/69 Karte                                                                                       | | 1907 | 18. November 1998  | 286             |
|                                                                                         |                                                                                         | Lippstadt Blumenstraße 21 Karte                                                                                             | | | 22. Januar 1986    | 42              |
|                                                                                         |                                                                                         | Lippstadt Blumenstraße 24 Karte                                                                                             | Zweigeschossiges Fachwerkgiebelhaus mit Utlucht und beschnitzten Füllhölzern. | 2. H. 17. Jh. | 10. Oktober 1985   | 15              |
|                                                                                         |                                                                                         | Lippstadt Blumenstraße 1 Karte                                                                                              | | | 10. März 1987      | 205             |
| Wohnhaus                                                                                | Wohnhaus                                                                                | Lippstadt Blumenstraße 17 Karte                                                                                             | | | 29. Mai 2002       | 297             |
| Doppelhaus                                                                              | Doppelhaus                                                                              | Lippstadt Blumenstraße 28/30 Karte                                                                                          | | | 8. Juli 1996       | 275             |
| Wohnhaus                                                                                | Wohnhaus                                                                                | Lippstadt Blumenstraße 29 Karte                                                                                             | | | 9. Juni 2000       | 291             |
| weitere Bilder                                                                          | Wasserturm Lippstadt                                                                    | Lippstadt Bökenförder Straße Karte                                                                                          | | | 5. November 1985   | 26              |
| Reihenhaus                                                                              | Reihenhaus                                                                              | Lippstadt Bökenförder Straße 134 Karte                                                                                      | | um 1900 |                    |                 |
| Schleuse                                                                                | Schleuse                                                                                | Lippstadt Brandenburger Straße/Triftweg (Boker Kanal) Karte                                                                 | | 1850–1853 | 15. April 1988     | 218             |
| Schleuse                                                                                | Schleuse                                                                                | Lippstadt Brandenburger Straße/Wiesenhausweg (Boker Kanal) Karte                                                            | | 1850–1853 | 15. April 1988     | 219             |
| weitere Bilder                                                                          | Niemöllerhaus                                                                           | Lippstadt Brüderstraße 13/15 Karte                                                                                          | Zweigeschossiges Fachwerkhaus mit Walmdach, 1982 renoviert. | Frühes 18. Jh. | 22. Januar 1986    | 41              |
|                                                                                         |                                                                                         | Lippstadt Brüderstraße 2 Karte                                                                                              | Fachwerkgiebelhaus mit Putzfront. | wohl 18. Jh. | 10. Oktober 1985   | 11              |
|                                                                                         |                                                                                         | Lippstadt Brüderstraße 5 Karte                                                                                              | Dreiachsiges verschiefertes Fachwerk-Giebelhaus mit flachem Dreiecksgiebel. | Mitte 19. Jh. | 13. November 1985  | 29              |
| ehem. Hotel zum Anker                                                                   | ehem. Hotel zum Anker                                                                   | Lippstadt Brüderstraße 7 Karte                                                                                              | Zweigeschossiges Traufenhaus von 10 Achsen mit Quaderverputz. Das Zwerchhaus mit Zierfachwerk 1903 hinzugefügt. | bez. 1764 | 13. November 1985  | 30              |
|                                                                                         |                                                                                         | Lippstadt Burgstraße 23 Karte                                                                                               | | | 10. Oktober 1985   | 16              |
| Zuppinger Wasserrad der Burgmühle                                                       | Zuppinger Wasserrad der Burgmühle                                                       | Lippstadt Burgstraße 58 Karte                                                                                               | | 1885 | 9. Juni 2000       | 292             |
|                                                                                         |                                                                                         | Lippstadt Cappelstraße 10 Karte                                                                                             | Fachwerk-Giebelhaus mit Krüppelwalmdach. | ca. Mitte 17. Jh. | 13. Februar 1986   | 64              |
|                                                                                         |                                                                                         | Lippstadt Cappelstraße 24 Karte                                                                                             | Fachwerk-Dielenhaus mit Krüppelwalmdach. | 1656 | 22. April 1986     | 120             |
| Landeszentralbank (ehem. Reichsbank)                                                    | Landeszentralbank (ehem. Reichsbank)                                                    | Lippstadt Cappelstraße 28 Karte                                                                                             | Breitgelagerter Massivbau mit Mittelrisalit und Mansarddach, 1910 in neoklassizistischen Formen errichtet. | 1910 | 1. August 1986     | 138             |
|                                                                                         |                                                                                         | Lippstadt Cappelstraße 31 Karte                                                                                             | Fachwerk-Traufenhaus mit Krüppelwalmdach. | Bez. 1603 | 10. Oktober 1985   | 17              |
|                                                                                         |                                                                                         | Lippstadt Cappelstraße 49 Karte                                                                                             | Zweigeschossiges Fachwerk-Traufenhaus mit Dielentor. | 17. u. 18. Jh. | 22. April 1986     | 121             |
|                                                                                         |                                                                                         | Lippstadt Cappelstraße 64 Karte                                                                                             | Fachwerk-Dielenhaus mit Krüppelwalmdach und seitlicher Utlucht. | 1600/1661 | 16. Oktober 1985   | 18              |
|                                                                                         |                                                                                         | Lippstadt Cappelstraße 14 Karte                                                                                             | Zweigeschossiger, zum Teil massiv erneuerter und verputzter Fachwerkbau mit Krüppelwalmdach. Giebel mit freiliegendem Fachwerk. | 2. H. 17. Jh. | 8. Januar 1987     | 195             |
| Wohn- und Geschäftshaus                                                                 | Wohn- und Geschäftshaus                                                                 | Lippstadt Cappelstraße 32 Karte                                                                                             | | | 21. August 2008    | 312             |
| Fachwerkhaus                                                                            | Fachwerkhaus                                                                            | Lippstadt Cappelstraße 41 Karte                                                                                             | | | 29. November 1990  | 256             |
|                                                                                         |                                                                                         | Lippstadt Cappelstraße 44a Karte                                                                                            | Fachwerk-Giebelhaus mit Krüppelwalmdach und Dielentor. | 1783 | 23. Oktober 1986   | 156             |
| Wohn- und Geschäftshaus                                                                 | Wohn- und Geschäftshaus                                                                 | Lippstadt Cappelstraße 60 Karte                                                                                             | Schlichtes Fachwerk-Traufenhaus über hohem Bruchsteinsockel. | Mitte 19. Jh. | 19. Mai 1992       | 263             |
| weitere Bilder                                                                          | Kolonie "Phoenix"                                                                       | Lippstadt Ebertstraße 16-55, als Gesamtheit einschließlich Vorgärten und Straßenraum Karte                                  | | | 18. Mai 1987       | 206             |
| weitere Bilder                                                                          | Damenstift Lippstadt                                                                    | Lippstadt Ehem. Stiftskirche St. Marien, Gebäude im Stift 1, 2, 3, 4 und 5 sowie die im Lageplan rot umrandete Fläche Karte | | | 10. Oktober 1985   | 6               |
|                                                                                         |                                                                                         | Lippstadt Elisabethstraße 1 Karte                                                                                           | | | 16. Oktober 1985   | 19              |
|                                                                                         |                                                                                         | Lippstadt Elisabethstraße 3 Karte                                                                                           | | | 16. Oktober 1985   | 20              |
|                                                                                         |                                                                                         | Lippstadt Elisabethstraße 5 Karte                                                                                           | | | 23. Januar 1987    | 200             |
|                                                                                         |                                                                                         | Lippstadt Elisabethstraße 7 Karte                                                                                           | | | 6. Mai 1988        | 21              |
|                                                                                         |                                                                                         | Lippstadt Elisabethstraße 9 Karte                                                                                           | | | 16. Oktober 1985   | 22              |
| Wohnhaus                                                                                | Wohnhaus                                                                                | Lippstadt Erwitter Straße 17 Karte                                                                                          | | | 12. September 1989 | 239             |
| Wohnhaus mit Hintergebäude und Wirtschaftshof                                           | Wohnhaus mit Hintergebäude und Wirtschaftshof                                           | Lippstadt Erwitter Straße 2 Karte                                                                                           | | | 12. Juni 1989      | 235             |
|                                                                                         |                                                                                         | Lippstadt Esbecker Straße 14 Karte                                                                                          | | | 16. Oktober 1985   | 24              |
|                                                                                         |                                                                                         | Lippstadt Esbecker Straße 16 Karte                                                                                          | | | 16. Oktober 1985   | 25              |
|                                                                                         |                                                                                         | Lippstadt Esbecker Straße 18 Karte                                                                                          | | | 13. November 1985  | 31              |
|                                                                                         |                                                                                         | Lippstadt Esbecker Straße 20 Karte                                                                                          | | | 13. November 1985  | 32              |
|                                                                                         |                                                                                         | Lippstadt Esbecker Straße 8 Karte                                                                                           | | | 21. Oktober 1986   | 23              |
|                                                                                         |                                                                                         | Lippstadt Esbecker Straße 2 Karte                                                                                           | | | 30. Oktober 1986   | 160             |
|                                                                                         |                                                                                         | Lippstadt Esbecker Straße 4 Karte                                                                                           | | | 30. Oktober 1986   | 161             |
|                                                                                         |                                                                                         | Lippstadt Esbecker Straße 6 Karte                                                                                           | | | 30. Oktober 1986   | 162             |
|                                                                                         |                                                                                         | Lippstadt Fleischhauerstraße 10 Karte                                                                                       | Reich ornamentierter Putzbau in Ecklage mit Erker, 1906/07 von Max Wille für den Justizrat Rintelen errichtet. | 1906/07 | 22. Januar 1986    | 40              |
|                                                                                         |                                                                                         | Lippstadt Fleischhauerstraße 15 Karte                                                                                       | Verputztes Fachwerk-Giebelhaus mit Krüppelwalmdach. | wohl 17./18. Jh. | 13. November 1985  | 33              |
| Alte Börse, ehem. Metzgerhaus                                                           | Alte Börse, ehem. Metzgerhaus                                                           | Lippstadt Fleischhauerstraße 16 Karte                                                                                       | Fachwerk-Traufenhaus von drei Geschossen mit beschnitzten Füllbrettern und großem Dielentor. | bez. 1667 | 13. November 1985  | 34              |
| Haus Stoffregen                                                                         | Haus Stoffregen                                                                         | Lippstadt Fleischhauerstraße 18 Karte                                                                                       | Fachwerk-Dielenhaus mit Speichergeschoss und dreifach vorkragendem Giebel. | 2. H. 17. Jh. | 13. November 1985  | 35              |
|                                                                                         |                                                                                         | Lippstadt Fleischhauerstraße 19 Karte                                                                                       | Dreigeschossiges Fachwerk-Giebelhaus mit Krüppelwalmdach und verputzter Vorderfront. | Mitte 17. Jh. | 13. November 1985  | 36              |
|                                                                                         |                                                                                         | Lippstadt Fleischhauerstraße 23 Karte                                                                                       | Fachwerk-Dielenhaus mit Krüppelwalmdach und beschnitzten Füllbrettern. | 17./18. Jh. | 13. November 1985  | 37              |
|                                                                                         |                                                                                         | Lippstadt Fleischhauerstraße 25 Karte                                                                                       | Zweigeschossiges Fachwerk-Giebelhaus mit Krüppelwalmdach. | 18. Jh. | 22. Januar 1986    | 43              |
|                                                                                         |                                                                                         | Lippstadt Fleischhauerstraße 27 Karte                                                                                       | Zweigeschossiges verputztes Fachwerk-Giebelhaus mit Krüppelwalmdach. Das Erdgeschoss massiv erneuert. | 18. Jh. | 22. Januar 1986    | 44              |
|                                                                                         |                                                                                         | Lippstadt Fleischhauerstraße 28 Karte                                                                                       | Zweigeschossiges Fachwerk-Giebelhaus mit Krüppelwalmdach und klassizistischer Haustür. | 1670 bez. | 22. Januar 1986    | 45              |
| ehem. Amtsgerichtsgebäude                                                               | ehem. Amtsgerichtsgebäude                                                               | Lippstadt Fleischhauerstraße 1/Lange Straße 36 Karte                                                                        | | | 19. November 1984  | 2               |
| weitere Bilder                                                                          | Kernbau der ehem. Marienschule von 1898–1902                                            | Lippstadt Fleischhauerstraße 2 Karte                                                                                        | | 1898–1902 | 19. Juni 1997      | 283             |
| weitere Bilder                                                                          | Erweiterung des Kernbaus der ehem. Marienschule, 1925–30                                | Lippstadt Fleischhauerstraße 4 Karte                                                                                        | | 1925–30 | 12. Dezember 2001  | 295             |
|                                                                                         |                                                                                         | Lippstadt Friedrichstraße 7 Karte                                                                                           | | | 23. Januar 1986    | 48              |
|                                                                                         |                                                                                         | Lippstadt Friedrichstraße 8 Karte                                                                                           | | | 23. Januar 1986    | 49              |
|                                                                                         |                                                                                         | Lippstadt Friedrichstraße 10 Karte                                                                                          | | | 23. Januar 1986    | 50              |
|                                                                                         |                                                                                         | Lippstadt Friedrichstraße 11 Karte                                                                                          | | | 23. Januar 1986    | 51              |
|                                                                                         |                                                                                         | Lippstadt Friedrichstraße 12 Karte                                                                                          | | | 23. Januar 1986    | 52              |
|                                                                                         |                                                                                         | Lippstadt Friedrichstraße 13 Karte                                                                                          | | | 23. Januar 1986    | 53              |
| Friedrichschule                                                                         | Friedrichschule                                                                         | Lippstadt Friedrichstraße 16 Karte                                                                                          | | | 18. Oktober 1991   | 260             |
| Wohnhaus mit Einfriedung                                                                | Wohnhaus mit Einfriedung                                                                | Lippstadt Friedrichstraße 17 Karte                                                                                          | | | 29. März 2010      | 314             |
|                                                                                         |                                                                                         | Lippstadt Geiststraße 48 Karte                                                                                              | | | 12. Februar 1986   | 56              |
|                                                                                         |                                                                                         | Lippstadt Geiststraße 49 Karte                                                                                              | | | 23. Januar 1986    | 54              |
| Wohnhaus                                                                                | Wohnhaus                                                                                | Lippstadt Geiststraße 54 Karte                                                                                              | | | 25. Juni 1990      | 245             |
| Wohnhaus und Gartentor                                                                  | Wohnhaus und Gartentor                                                                  | Lippstadt Goethestraße 11 Karte                                                                                             | | | 21. Dezember 2006  | 310             |
| Privatfriedhof                                                                          | Privatfriedhof                                                                          | Lippstadt Goethestraße Karte                                                                                                | Erbbegräbnis der Familie Gallenkamp | | 7. September 1987  | 207             |
| weitere Bilder                                                                          |                                                                                         | Lippstadt Helle Halle 2 Karte                                                                                               | Kleines Fachwerkgiebelhaus von zwei Geschossen. | bez. 1657 | 4. November 1986   | 163             |
| weitere Bilder                                                                          |                                                                                         | Lippstadt Helle Halle 3 Karte                                                                                               | Zweigeschossiges Fachwerkgiebelhaus mit beschnitzten Füllbrettern. | 1658 | 4. November 1986   | 164             |
| BW                                                                                      | Fachwerkhaus                                                                            | Lippstadt Helle Halle 8 Karte                                                                                               | | | 11. Juni 2002      | 298             |
|                                                                                         |                                                                                         | Lippstadt Holzstraße/Triftweg (sog. Dreiländereck) Karte                                                                    | | | 8. Januar 1987     | 197             |
| BW                                                                                      | ehem. Schaurot’sche Villa einschl. Wallpoterne                                          | Lippstadt Hospitalstraße/Klosterstraße 31 Karte                                                                             | | | 12. Februar 1986   | 58              |
| Ehrenmal                                                                                | Ehrenmal                                                                                | Lippstadt Im Grünen Winkel Karte                                                                                            | | | 8. Juli 1996       | 278             |
| BW                                                                                      | Wohn- und Geschäftshaus (vier Fassaden einschl. Dach)                                   | Lippstadt Kahlenstraße 18 Karte                                                                                             | | | 22. Mai 2006       | 307             |
| BW                                                                                      | Wohnhaus                                                                                | Lippstadt Kahlenstraße 30 Karte                                                                                             | | | 1. September 1999  | 287             |
| weitere Bilder                                                                          | Turnhalle der ehem. Marienschule                                                        | Lippstadt Kahlenstraße 5 Karte                                                                                              | | 1913 | 7. Dezember 2001   | 296             |
| Wohnhaus                                                                                | Wohnhaus                                                                                | Lippstadt Kastanienweg 3 Karte                                                                                              | | | 8. Juli 1996       | 276             |
| Wohnhaus                                                                                | Wohnhaus                                                                                | Lippstadt Kastanienweg 4 Karte                                                                                              | | | 8. Juli 1996       | 277             |
|                                                                                         |                                                                                         | Lippstadt Kastanienweg 9 Karte                                                                                              | | | 12. Februar 1986   | 59              |
|                                                                                         |                                                                                         | Lippstadt Klusetor 1 (Försterhof) Karte                                                                                     | | | 8. Januar 1987     | 196             |
|                                                                                         |                                                                                         | Lippstadt Klusetor 3 Karte                                                                                                  | Zweigeschossiges verschiefertes Fachwerk-Traufenhaus. | | 12. Februar 1986   | 60              |
|                                                                                         |                                                                                         | Lippstadt Klusetor 6 Karte                                                                                                  | | 17. Jh. | 10. März 1987      | 204             |
|                                                                                         |                                                                                         | Lippstadt Klusetor 14 Karte                                                                                                 | | | 22. August 1988    | 225             |
|                                                                                         |                                                                                         | Lippstadt Klusetor 19 Karte                                                                                                 | | |                    |                 |
| Villengebäude                                                                           | Villengebäude                                                                           | Lippstadt Klusetor 27 Karte                                                                                                 | | | 11. April 1991     | 257             |
|                                                                                         |                                                                                         | Lippstadt Kolpingstraße 3 Karte                                                                                             | | | 12. Februar 1986   | 61              |
| Der Patriot                                                                             | Der Patriot                                                                             | Lippstadt Kolpingstraße 5 Karte                                                                                             | Zweigeschossiges Fachwerk-Giebelhaus mit Krüppelwalmdach, im Obergeschoss verschiefert. | 18. Jh./1. H. 19. Jh. | 12. Februar 1986   | 62              |
|                                                                                         |                                                                                         | Lippstadt Kolpingstraße 7 Karte                                                                                             | Fachwerk-Traufenhaus mit verschieferter Front und seitlicher Durchfahrt zum Hof. | um 1840 | 13. Februar 1986   | 63              |
| Lippebrücke                                                                             | Lippebrücke                                                                             | Lipperode, Esbeck Kreisstraße 50, Knappstraße/In den Amtswiesen Karte                                                       | | 1920 | 5. Mai 2003        | 301             |
|                                                                                         |                                                                                         | Lippstadt Lange Straße 13 Karte                                                                                             | Verschiefertes Fachwerkhaus mit Walmdach. Füllhölzer und Balkenköpfe profiliert. | wohl 18. Jh. | 14. Februar 1986   | 67              |
|                                                                                         |                                                                                         | Lippstadt Lange Straße 19 Karte                                                                                             | Fachwerk-Giebelhaus mit Krüppelwalmdach. | Ende 18. Jh. | 14. Februar 1986   | 68              |
|                                                                                         |                                                                                         | Lippstadt Lange Straße 21 Karte                                                                                             | Dreigeschossiges verputztes Fachwerkhaus mit Walmdach. | frühes 19. Jh. | 14. Februar 1986   | 69              |
|                                                                                         |                                                                                         | Lippstadt Lange Straße 23 Karte                                                                                             | Frontseitig verschiefertes Fachwerk-Traufenhaus mit Mansarddach und großem Zwerchgiebel. | 2. H. 18. Jh., um 1860 modernisiert. | 10. April 1986     | 114             |
|                                                                                         |                                                                                         | Lippstadt Lange Straße 25 und Geiststraße 2 Karte                                                                           | Zweigeschossiges Fachwerkhaus mit Krüppelwalmdach, das Erdgeschoss stark erneuert. | 18. Jh. | 1. August 1986     | 139             |
|                                                                                         |                                                                                         | Lippstadt Lange Straße 27 Karte                                                                                             | Zweigeschossiges Traufenhaus von sechs Achsen mit flachem Dreiecksgiebel. | 2. H. 18. Jh. | 22. April 1986     | 122             |
| Ehem. Engel-Apotheke                                                                    | Ehem. Engel-Apotheke                                                                    | Lippstadt Lange Straße 28 Karte                                                                                             | Fachwerk-Giebelhaus mit verputzter vorder- und verschieferter Seitenfront. | spätes 18. Jh. | 14. Februar 1986   | 70              |
| Haus Köppelmann                                                                         | Haus Köppelmann                                                                         | Lippstadt Lange Straße 30 Karte                                                                                             | Verputztes zweigeschossiges Traufenhaus mit Mansarddach, 1721 für die Familie Retberg errichtet. Rokoko-Saal im ersten Obergeschoss mit Wand- und Deckenstuckaturen. Das Erdgeschoss durch Ladeneinbauten einschneidend verändert. | 1721 | 14. Februar 1986   | 71              |
| ehem. Post                                                                              | ehem. Post                                                                              | Lippstadt Lange Straße 45 Karte                                                                                             | Backsteinbau im Ecklage, 1905 nach Plänen des Hagener Architekten P. Wiel errichtet. | 1905 | 14. Februar 1986   | 72              |
| Fachwerk-Dielenhaus                                                                     | Fachwerk-Dielenhaus                                                                     | Lippstadt Lange Straße 60 Karte                                                                                             | Großes Fachwerk-Dielenhaus mit Krüppelwalmdach und beschnitzten Füllbrettern. | 1646 bez. | 17. Februar 1986   | 73              |
| Haus Rose                                                                               | Haus Rose                                                                               | Lippstadt Lange Straße 69 Karte                                                                                             | Verputzter zweigeschossiger Massivbau, 1633 von Landgraf Wilhelm von Hessen-Kassel errichtet. | 1633 | 17. Februar 1986   | 74              |
|                                                                                         |                                                                                         | Lippstadt Lange Straße 7/Johannes-Westerman-Platz 21                                                                        | Verschiefertes Fachwerk-Giebelhaus mit Krüppelwalmdach. | Ende 18./Anfang 19. Jh. | 13. Februar 1986   | 65              |
|                                                                                         |                                                                                         | Lippstadt Lange Straße 71 Karte                                                                                             | Fachwerk-Giebelhaus mit massiver, ehemals reich dekorierter Vorderfront im Stile des Historismus. An der Seitenfront klassizistische Haustür. | um 1790/1800 | 17. Februar 1986   | 75              |
| Wohn- und Geschäftshaus                                                                 | Wohn- und Geschäftshaus                                                                 | Lippstadt Lange Straße 74 Karte                                                                                             | Elfachsiger Putzbau in spätklassizistischen Formen mit übergiebeltem Mittelteil. | um 1860/70 | 17. Februar 1986   | 76              |
| Wohn- und Geschäftshaus                                                                 | Wohn- und Geschäftshaus                                                                 | Lippstadt Lange Straße 76 Karte                                                                                             | | | 25. November 2010  | 315             |
|                                                                                         |                                                                                         | Lippstadt Lange Straße 9 Karte                                                                                              | Dreigeschossiges Fachwerk-Giebelhaus mit Krüppelwalmdach. | Ende 18. Jh. | 14. Februar 1986   | 66              |
| Wohn- und Geschäftshaus                                                                 | Wohn- und Geschäftshaus                                                                 | Lippstadt Lange Straße 93 Karte                                                                                             | | | 9. Dezember 2011   | 316             |
| weitere Bilder                                                                          | Bernhardbrunnen                                                                         | Lippstadt Lange Straße Karte                                                                                                | | | 10. Oktober 1985   | 12              |
| Ehemalige Einhorn-Apotheke.                                                             | Ehemalige Einhorn-Apotheke.                                                             | Lippstadt Lange Straße 11 Karte                                                                                             | Zweigeschossiges verschiefertes Fachwerkhaus mit Krüppelwalmdach und Rokoko-Haustür. Teile der historischen Ladeneinrichtung in neugotischen Formen erhalten. | um 1760 | 28. Oktober 1986   | 158             |
| Goldener Hahn                                                                           | Goldener Hahn                                                                           | Lippstadt Lange Straße 12 Karte                                                                                             | Dreigeschossiges Fachwerk-Dielenhaus mit Krüppelwalmdach und reichen Zierschnitzereien. Das Fachwerk 1915 freigelegt und das Gebäude durchgreifend umgebaut. | bez. 1566 | 30. Oktober 1986   | 159             |
| Rathaus                                                                                 | Rathaus                                                                                 | Lippstadt Lange Straße 14 Karte                                                                                             | | | 10. Oktober 1985   | 9               |
| Stadtpalais/Standesamt                                                                  | Stadtpalais/Standesamt                                                                  | Lippstadt Lange Straße 15 Karte                                                                                             | | | 10. Oktober 1985   | 10              |
|                                                                                         |                                                                                         | Lippstadt Lange Straße 5 Karte                                                                                              | Verschiefertes Fachwerk-Giebelhaus mit Krüppelwalmdach. 1985 durchgreifend saniert unter weitgehender Zerstörung der historischen Substanz. Die vollkommen neue Innenaufteilung des Inneren konnte mit Hilfe einer Stahlbaukonstruktion durchgeführt werden. | im Kern von 1532 | 26. Januar 1987    | 201             |
| Wohn- und Geschäftshaus                                                                 | Wohn- und Geschäftshaus                                                                 | Lippstadt Lange Straße 50 Karte                                                                                             | Asymmetrischer Bau mit Erker, 1905 für die Familie Tönsmann nach Plänen des Lippstädter Architelte Max Wilke erbaut. Die von Putzstreifen unterbrochene Backsteinfassade mit barockisierenden Dekorelementen versehen. | 1905 | 22. Februar 2005   | 305             |
| Wohn- und Geschäftshaus                                                                 | Wohn- und Geschäftshaus                                                                 | Lippstadt Lange Straße 59 Karte                                                                                             | Verputztes Eckhaus mit Barock- und Jugendstilelementen. | 1907 | 19. Mai 1992       | 262             |
| Wohn- und Geschäftshaus                                                                 | Wohn- und Geschäftshaus                                                                 | Lippstadt Lange Straße 64 Karte                                                                                             | Zweigeschossiges Fachwerk-Giebelhaus mit verputzter Vorderfront und Krüppelwalmdach. | 18. Jh., Fensterfaschen des ersten Obergeschosses Anfang 20. Jh. | 18. Oktober 1991   | 259             |
| Geschäftshaus                                                                           | Geschäftshaus                                                                           | Lippstadt Lange Straße 65 Karte                                                                                             | Giebelhaus mit Schieferfassade, 1899 für C. Friedrichs nach Entwürfen des Kölner Architekten Justin Kirchner erbaut. Die Schaufenster von reich ornamentierten Eisensäulen flankiert. | 1899 | 19. März 2010      | 313             |
|                                                                                         |                                                                                         | Lippstadt Lange Straße 80 Karte                                                                                             | | | 9. März 1987       | 203             |
|                                                                                         |                                                                                         | Lippstadt Lange Straße 82 Karte                                                                                             | | | 4. November 1986   | 165             |
| ehem. Friedhofswärterhaus                                                               | ehem. Friedhofswärterhaus                                                               | Lippstadt Lipperoder Straße Karte                                                                                           | | 1918 | 13. November 1985  | 28              |
| weitere Bilder                                                                          | Jüdischer Friedhof                                                                      | Lippstadt Lipperoder Straße Karte                                                                                           | | | 28. Januar 2000    | 289             |
| weitere Bilder                                                                          | Kriegerehrenmal, Deutsch-französischer Krieg                                            | Lippstadt Lipperoder Straße, Hauptfriedhof Karte                                                                            | | | 10. Oktober 2011   | 320             |
| Grabmal für polnische Gefallene                                                         | Grabmal für polnische Gefallene                                                         | Lippstadt Lipperoder Straße, Hauptfriedhof Karte                                                                            | | 1945 | 10. Oktober 2011   | 321             |
| Kriegerehrenmal                                                                         | Kriegerehrenmal                                                                         | Lippstadt Lipperoder Straße, Hauptfriedhof Karte                                                                            | | | 10. Oktober 2011   | 322             |
| weitere Bilder                                                                          | Grabmonument                                                                            | Lippstadt Lipperoder Straße, Hauptfriedhof, Gräber 106-108, Feld 1 Karte                                                    | | 1822 | 10. Oktober 2011   | 319             |
| Grabstätte der Familie Schwarze                                                         | Grabstätte der Familie Schwarze                                                         | Lippstadt Lipperoder Straße, Hauptfriedhof, Gräber 130-132, Feld 3                                                          | | | 10. Oktober 2011   | 324             |
| Grabstätte der Familie Pötting                                                          | Grabstätte der Familie Pötting                                                          | Lippstadt Lipperoder Straße, Hauptfriedhof, Gräber 174-175, Feld 10 Karte                                                   | | 1911? | 19. Oktober 2011   | 330             |
| Grabstätte mit Urne, der Wilhelmine Amdie Epping                                        | Grabstätte mit Urne, der Wilhelmine Amdie Epping                                        | Lippstadt Lipperoder Straße, Hauptfriedhof, Gräber 179-180, Feld 3                                                          | | | 10. Oktober 2011   | 326             |
| Grabmonumente der Familie Linhoff                                                       | Grabmonumente der Familie Linhoff                                                       | Lippstadt Lipperoder Straße, Hauptfriedhof, Gräber 19-20, Feld 3                                                            | | | 10. Oktober 2011   | 325             |
| Grabmal Professor Eduard Lottner, gest. 1887                                            | Grabmal Professor Eduard Lottner, gest. 1887                                            | Lippstadt Lipperoder Straße, Hauptfriedhof, Gräber 23-25, Feld 1                                                            | | | 9. September 2011  | 318             |
| drei gusseiserne Kreuze                                                                 | drei gusseiserne Kreuze                                                                 | Lippstadt Lipperoder Straße, Hauptfriedhof, Gräber 424, 425, 426, Feld 5                                                    | | | 23. Juni 2008      | 311             |
| Grabstätte der Familie Pehle                                                            | Grabstätte der Familie Pehle                                                            | Lippstadt Lipperoder Straße, Hauptfriedhof, Gräber 62-64, Feld 10                                                           | | | 19. Oktober 2011   | 329             |
| Grabstätte der Familie Kisker                                                           | Grabstätte der Familie Kisker                                                           | Lippstadt Lipperoder Straße, Hauptfriedhof, Gräber 76-77, Feld 7                                                            | | | 10. Oktober 2011   | 323             |
| weitere Bilder                                                                          | Pastorengrabmal                                                                         | Lippstadt Lipperoder Straße, Hauptfriedhof, Gräber 78-83, Feld 12 Karte                                                     | | | 19. Oktober 2011   | 327             |
| Grabstätte Familie Epping                                                               | Grabstätte Familie Epping                                                               | Lippstadt Lipperoder Straße, Hauptfriedhof, Gräber 82-90, Feld 7                                                            | | | 19. Oktober 2011   | 328             |
| Ehrenmal für Friedrich Blankenburg                                                      | Ehrenmal für Friedrich Blankenburg                                                      | Lippstadt Lipperoder Straße, Hauptfriedhof, Gräber 93-95, Feld 7 vor dem Hauptfriedhof Karte                                | | 1894 | 10. Oktober 2011   | 317             |
| Kutscherhaus                                                                            | Kutscherhaus                                                                            | Lippstadt Lippertor 11 Karte                                                                                                | | | 25. Juni 1990      | 246             |
| weitere Bilder                                                                          |                                                                                         | Lippstadt Lippertor 11/Nordstraße 2 Karte                                                                                   | | 1860 | 17. Februar 1986   | 79              |
|                                                                                         |                                                                                         | Lippstadt Lippertor 2 Karte                                                                                                 | | | 3. Februar 1986    | 55              |
| Brückenhäuschen am Lippertor                                                            | Brückenhäuschen am Lippertor                                                            | Lippstadt Lippertor 6 Karte                                                                                                 | | 1914 | 10. Oktober 1985   | 13              |
|                                                                                         |                                                                                         | Lippstadt Lippertor 7 Karte                                                                                                 | | | 17. Februar 1986   | 78              |
| Dienstgebäude des Zollamts                                                              | Dienstgebäude des Zollamts                                                              | Lippstadt Lippertor 8 Karte                                                                                                 | | | 14. April 1984     | 1               |
| Steinschleuse                                                                           | Steinschleuse                                                                           | Lippstadt Lippstadt (hinter der Wilhelmschule) Karte                                                                        | | | 10. Oktober 1985   | 14              |
| Fachwerktraufenhaus                                                                     | Fachwerktraufenhaus                                                                     | Lippstadt Luchtenstraße 8 Karte                                                                                             | | 18. Jh. | 18. Februar 1986   | 80              |
| Gademe-Häuser                                                                           | Gademe-Häuser                                                                           | Lippstadt Luchtenstraße 27, 29, 31 Karte                                                                                    | Reihe von drei Gademen | 18. Jh. | 13. Februar 1990   | 244             |
| BW                                                                                      |                                                                                         | Lippstadt Lüningstraße 6 Karte                                                                                              | | | 18. Februar 1986   | 81              |
|                                                                                         |                                                                                         | Lippstadt Marktstraße 24 Karte                                                                                              | Fachwerk-Dielenhaus mit Krüppelwalmdach und Zierschnitzereien. | 1658 | 26. Februar 1986   | 83              |
| Wohn- und Geschäftshaus                                                                 | Wohn- und Geschäftshaus                                                                 | Lippstadt Marktstraße 25 Karte                                                                                              | Verputztes Fachwerk-Giebelhaus mit Krüppelwalmdach, der Giebel zweifach vorkragend. | wohl 17. Jh. | 16. Januar 2006    | 306             |
|                                                                                         |                                                                                         | Lippstadt Marktstraße 9 Karte                                                                                               | Zweigeschossiges Fachwerk-Giebelhaus. | Mitte 17. Jh. | 26. Februar 1986   | 82              |
|                                                                                         |                                                                                         | Lippstadt Marktstraße 3 Karte                                                                                               | | | 22. August 1988    | 227             |
|                                                                                         |                                                                                         | Lippstadt Marktstraße 8 Karte                                                                                               | | | 7. September 1987  | 211             |
| Ehemalige Kommandatur Fliegerhorst Lippstadt, jetzt Wohngebäude                         | Ehemalige Kommandatur Fliegerhorst Lippstadt, jetzt Wohngebäude                         | Lipperbruch Mastholter Straße 102-106 Karte                                                                                 | | 1934/1935 | 30. Juni 1998      | 285             |
|                                                                                         |                                                                                         | Lippstadt Möllerstraße 10 Karte                                                                                             | | | 26. Februar 1986   | 84              |
|                                                                                         |                                                                                         | Lippstadt Möllerstraße 11 Karte                                                                                             | | | 26. Februar 1986   | 85              |
|                                                                                         |                                                                                         | Lippstadt Möllerstraße 13 Karte                                                                                             | | | 26. Februar 1986   | 86              |
|                                                                                         |                                                                                         | Lippstadt Möllerstraße 14 Karte                                                                                             | | | 26. Februar 1986   | 87              |
|                                                                                         |                                                                                         | Lippstadt Möllerstraße 15 Karte                                                                                             | | | 26. Februar 1986   | 88              |
|                                                                                         |                                                                                         | Lippstadt Möllerstraße 16 Karte                                                                                             | | | 26. Februar 1986   | 89              |
|                                                                                         |                                                                                         | Lippstadt Möllerstraße 17 Karte                                                                                             | | | 26. Februar 1986   | 90              |
|                                                                                         |                                                                                         | Lippstadt Möllerstraße 18 Karte                                                                                             | | | 26. Februar 1986   | 91              |
| BW                                                                                      |                                                                                         | Lippstadt Mühlenstraße 4 Karte                                                                                              | | | 23. Januar 1986    | 47              |
| BW                                                                                      |                                                                                         | Lippstadt Mühlenstraße 10 Karte                                                                                             | | | 12. Oktober 1988   | 231             |
|                                                                                         |                                                                                         | Lippstadt Mühlenweg 3 Karte                                                                                                 | | | 27. Februar 1986   | 92              |
| BW                                                                                      | Kisker-Schleuse                                                                         | Lippstadt nördliche Umflut Karte                                                                                            | | | 13. September 1989 | 242             |
| weitere Bilder                                                                          |                                                                                         | Lippstadt Nordstraße 1 (siehe auch Lippertor 7) Karte                                                                       | | | 7. Oktober 1986    | 93              |
|                                                                                         |                                                                                         | Lippstadt Nordstraße 6 Karte                                                                                                | | | 27. Februar 1986   | 94              |
|                                                                                         |                                                                                         | Lippstadt Nordstraße 12 Karte                                                                                               | | | 27. Februar 1986   | 95              |
|                                                                                         |                                                                                         | Lippstadt Nordstraße 14 Karte                                                                                               | | | 27. Februar 1986   | 96              |
| Villa Linhoff                                                                           | Villa Linhoff                                                                           | Lippstadt Ostendorfallee 5 Karte                                                                                            | | | 28. Februar 1986   | 97              |
| BW                                                                                      | Steinkreuz                                                                              | Lippstadt östlich der Erwitter Warte am Suckeweg ? Karte                                                                    | Gedenkkreuz mit Inschrift: „Hier starb der Schäfer Anton Schröer plötzlich durch Blitzschlach am 22. Juli 1927“ | um 1927 | 6. Januar 1998     | 284             |
|                                                                                         |                                                                                         | Lippstadt Oststraße 10 Karte                                                                                                | | | 13. Juni 1986      | 100             |
| BW                                                                                      |                                                                                         | Lippstadt Oststraße 19 Karte                                                                                                | | | 7. Oktober 1986    | 101             |
| BW                                                                                      |                                                                                         | Lippstadt Oststraße 21 Karte                                                                                                | | | 28. Februar 1986   | 102             |
| BW                                                                                      |                                                                                         | Lippstadt Oststraße 4 Karte                                                                                                 | | | 28. Februar 1986   | 98              |
|                                                                                         |                                                                                         | Lippstadt Oststraße 8 Karte                                                                                                 | | | 28. Februar 1986   | 99              |
| Gartenpavillon                                                                          | Gartenpavillon                                                                          | Lippstadt Oststraße/Ferdinandstraße Karte                                                                                   | | | 4. August 1986     | 140             |
| Wohn- und Geschäftshaus                                                                 | Wohn- und Geschäftshaus                                                                 | Lippstadt Poststraße 9 Karte                                                                                                | | | 12. November 1990  | 255             |
|                                                                                         |                                                                                         | Lippstadt Poststraße 10 Karte                                                                                               | Fachwerk-Dielenhaus mit Speichergeschoss und Krüppelwalmdach. 1983 durchgreifend saniert. | nach 1656 | 9. April 1986      | 104             |
|                                                                                         |                                                                                         | Lippstadt Poststraße 14 Karte                                                                                               | | | 9. April 1986      | 105             |
|                                                                                         |                                                                                         | Lippstadt Poststraße 15 Karte                                                                                               | | | 1. Juni 1988       | 220             |
| weitere Bilder                                                                          | Haus Brülle                                                                             | Lippstadt Poststraße 16 Karte                                                                                               | Fachwerk-Dielenhaus mit Speichergeschoss. Deelentor um 1730. | 1659 bezeichnet. | 9. April 1986      | 106             |
| weitere Bilder                                                                          |                                                                                         | Lippstadt Poststraße 22 Karte                                                                                               | Dreigeschossiges Fachwerk-Giebelhaus | 2. H. 17. Jh. | 9. April 1986      | 107             |
| weitere Bilder                                                                          | Metzgeramthaus                                                                          | Lippstadt Poststraße 24 Karte                                                                                               | Zweigeschossiges Fachwerkgiebelhaus mit südlichem Flügelbau. Im Obergeschoss Saal mit bemalten Fensterscheiben des 17. Jh. | um 1660/61, 1812 nach Brandschaden erneuert | 9. April 1986      | 108             |
|                                                                                         |                                                                                         | Lippstadt Poststraße 27 Karte                                                                                               | | | 10. April 1986     | 109             |
|                                                                                         |                                                                                         | Lippstadt Poststraße 28 Karte                                                                                               | | | 10. April 1986     | 110             |
| weitere Bilder                                                                          |                                                                                         | Lippstadt Poststraße 33 Karte                                                                                               | Dreigeschossiges Fachwerk-Traufenhaus. | 1677 bezeichnet | 10. April 1986     | 111             |
| BW                                                                                      | Kreuzgewölberaum mit zwei Kreuzgratgewölben                                             | Lippstadt Poststraße 33 Karte                                                                                               | | | 12. Oktober 1988   | 232             |
| weitere Bilder                                                                          | Fachwerkgiebelhaus                                                                      | Lippstadt Rathausstraße 3 Karte                                                                                             | Zweigeschossiges Giebelhaus. Klassizistische Haustür mit Vasenmotiv, um 1800. | 1603 | 10. April 1986     | 112             |
| BW                                                                                      |                                                                                         | Lippstadt Rathausstraße 5 Karte                                                                                             | Dreigeschossiges verputztes Fachwerk-Giebelhaus | vor 1650 | 22. August 1988    | 228             |
| weitere Bilder                                                                          | Ehem. Schmiedeamtshaus                                                                  | Lippstadt Rathausstraße 6 Karte                                                                                             | Dreigeschossiges Fachwerkgiebelhaus mit Krüppelwalmdach, das Erdgeschoss durch Ladeneinbau verändert. | 1657 | 10. April 1986     | 113             |
|                                                                                         |                                                                                         | Lippstadt Rathausstraße 7 Karte                                                                                             | Traufständiger Fachwerkbau | Mitte 17. Jh. | 16. April 1986     | 115             |
|                                                                                         |                                                                                         | Lippstadt Rathausstraße 8 Karte                                                                                             | Verputztes Traufenhaus. Hinterhaus mit unterkellertem Saalbau um 1650/60. | Im Kern wohl 17. Jh., Quaderverputz um 1850. | 16. April 1986     | 116             |
| weitere Bilder                                                                          |                                                                                         | Lippstadt Rathausstraße 10 Karte                                                                                            | Fachwerk-Dielenhaus mit beschnitzten Füllhölzern. | 1657 | 16. April 1986     | 117             |
| weitere Bilder                                                                          | Altes Brauhaus                                                                          | Lippstadt Rathausstraße 12 Karte                                                                                            | Fachwerk-Dielenhaus mit Krüppelwalmdach. | 1657 | 14. November 1986  | 118             |
| weitere Bilder                                                                          | Stadtmuseum Lippstadt                                                                   | Lippstadt Rathausstraße 13 Karte                                                                                            | Dreigeschossiger verputzter Fachwerkbau mit Krüppelwalmdach. Im Inneren reich ornamentierte Rokoko-Stuckdecken. | 2. Hälfte 17. Jh., um 1760 im Stile des Rokoko umgebaut. | 13. November 1985  | 27              |
| weitere Bilder                                                                          |                                                                                         | Lippstadt Rathausstraße 14 Karte                                                                                            | Fachwerkgiebelhaus | 1658 | 23. April 1986     | 119             |
| BW                                                                                      |                                                                                         | Lippstadt Rathausstraße 17 Karte                                                                                            | | | 23. April 1986     | 123             |
|                                                                                         |                                                                                         | Lippstadt Rathausstraße 20 Karte                                                                                            | Fachwerk-Giebelhaus mit zweifach vorkragendem Giebeldreieck. Haustür um 1720. | Mitte 17. Jh. | 23. April 1986     | 124             |
|                                                                                         |                                                                                         | Lippstadt Rathausstraße 21 Karte                                                                                            | Verputztes Fachwerkgiebelhaus mit Krüppelwalmdach und Rokoko-Haustür. | | 23. April 1986     | 125             |
|                                                                                         |                                                                                         | Lippstadt Rixbecker Straße 80 Karte                                                                                         | | | 23. April 1986     | 126             |
| Südliche Lippeumflut in Lippstadt                                                       | Südliche Lippeumflut in Lippstadt                                                       | Lippstadt siehe beigefügten Lageplan                                                                                        | | | 12. September 2000 | 294             |
| Nördliche Lippeumflut in Lippstadt                                                      | Nördliche Lippeumflut in Lippstadt                                                      | Lippstadt Siehe beigefügten Lageplan                                                                                        | | | 15. Dezember 1995  | 271             |
|                                                                                         |                                                                                         | Lippstadt Soeststraße 11 Karte                                                                                              | Fachwerk-Giebelhaus mit beschnitzten Füllbrettern. | um 1650 | 23. April 1986     | 128             |
| BW                                                                                      |                                                                                         | Lippstadt Soeststraße 12 Karte                                                                                              | | | 24. April 1986     | 131             |
|                                                                                         |                                                                                         | Lippstadt Soeststraße 17 Karte                                                                                              | | | 23. April 1986     | 129             |
|                                                                                         |                                                                                         | Lippstadt Soeststraße 18 Karte                                                                                              | Fachwerk-Dielenhaus mit Krüppelwalmdach. | 17./Anf. 18. Jh. | 24. April 1986     | 130             |
|                                                                                         |                                                                                         | Lippstadt Soeststraße 26 Karte                                                                                              | | | 9. Januar 1986     | 38              |
| weitere Bilder                                                                          | Archiv                                                                                  | Lippstadt Soeststraße 8 Karte                                                                                               | | | 7. September 1987  | 210             |
| Wohnhaus                                                                                | Wohnhaus                                                                                | Lippstadt Soesttor 18 Karte                                                                                                 | | | 4. September 1996  | 280             |
|                                                                                         |                                                                                         | Lippstadt Soesttor 42 Karte                                                                                                 | | | 24. April 1986     | 132             |
|                                                                                         |                                                                                         | Lippstadt Spielplatzstraße 1a Karte                                                                                         | | | 12. Mai 1986       | 133             |
| weitere Bilder                                                                          | ehem. Stiftspastorat                                                                    | Lippstadt Stiftstraße 2/Cappelstraße 10 Karte                                                                               | | | 12. Mai 1986       | 134             |
|                                                                                         |                                                                                         | Lippstadt Stiftstraße 4 Karte                                                                                               | | | 12. Mai 1986       | 135             |
| weitere Bilder                                                                          | Ehem. Synagoge                                                                          | Lippstadt Stiftstraße 7 Karte                                                                                               | | | 12. Juni 1989      | 237             |
|                                                                                         |                                                                                         | Lippstadt Stiftstraße 8 Karte                                                                                               | | | 4. August 1986     | 142             |
|                                                                                         |                                                                                         | Lippstadt Stiftstraße 10 Karte                                                                                              | | | 5. August 1986     | 143             |
|                                                                                         |                                                                                         | Lippstadt Stiftstraße 12 Karte                                                                                              | | | 5. August 1986     | 144             |
| BW                                                                                      | Ehem. Churchill-Kaserne                                                                 | Lippstadt Südstraße Karte                                                                                                   | | | 17. Februar 1994   | 268             |
| weitere Bilder                                                                          | Meilenstein                                                                             | Lippstadt Wiedenbrücker Straße/Boker Kanal Karte                                                                            | | | 18. Januar 1988    | 213             |
|                                                                                         |                                                                                         | Lippstadt Woldemei 20 Karte                                                                                                 | | | 5. August 1986     | 145             |
| Wohnhaus                                                                                | Wohnhaus                                                                                | Lippstadt Woldemei 12 Karte                                                                                                 | | | 11. Oktober 2006   | 308             |
| Wohnhaus mit Atelieranbau                                                               | Wohnhaus mit Atelieranbau                                                               | Lippstadt Woldemei 14 Karte                                                                                                 | | | 18. Dezember 2006  | 309             |
| weitere Bilder                                                                          | Marienkirche                                                                            | Lippstadt | Die evangelische Marienkirche ist eine zweijochige spätromanische Stufenhalle mit einem Querhaus. Der Kirchturm steht an der Westseite, zwei Chorflankentürme begleiten den dreiseitig geschlossenen Chor im Stile der Spätgotik. An der Nordseite befinden sich die Sakristei und die Kapelle. Wohl kurz nach der Stadtgründung im Jahr 1184 war der Baubeginn. Nach einer dendrochronologischen Untersuchung stammt ein Balken im nördlichen Flankenturm aus der Zeit um 1200. Die Ostpartie mit dem Querhaus weihte Bernhard II zur Lippe 1222. Der Bau des Turmes wurde im zweiten Viertel des dreizehnten Jahrhunderts vollendet. Der Bau des Hallenumgangschores, der Kapelle und der Sakristei erfolgte von 1478 bis 1506. Bei einer Restaurierung von 1964 bis 1972 wurde der Fußboden im Chorumgang und im Langhaus wieder auf das ursprüngliche Niveau abgesenkt. Gleichzeitig wurden Gewölbe- und Wandmalereien aufgedeckt, die von 1992 bis 1997 eine umfangreiche Restaurierung erfuhren.                                                                                                   | um 1200 | 10. Oktober 1985   | 3               |
| weitere Bilder                                                                          | Jakobikirche                                                                            | Lippstadt | Mit dem Bau der evangelischen Kirche wurde wohl vor der Mitte des dreizehnten Jahrhunderts begonnen, eine erste urkundliche Erwähnung ist für 1260 belegt. Die gotische Hallenkirche zu zwei Jochen schließt mit Haupt- und Nebenchören im 5/8 Schluss. Der massige Westturm in barocken Formen ist mit einer Barockhaube bekrönt. | 13. Jahrhundert | 10. Oktober 1985   | 4               |
| weitere Bilder                                                                          | Ev. Brüderkirche                                                                        | Lippstadt Johannes-Westermann-Platz 4 Karte                                                                                 | | um 1300 | 10. Oktober 1985   | 5               |
| weitere Bilder                                                                          | Kath. Pfarrkirche St. Nicolai                                                           | Lippstadt | | | 10. Oktober 1985   | 7               |
| weitere Bilder                                                                          | Kath. Pfarrkirche St. Josef                                                             | Lippstadt Karte | | | 10. Oktober 1985   | 8               |
|                                                                                         | Bildstock                                                                               | Lohe Loher Straße ? | | | 9. Dezember 1996   | 282             |
| St. Hubertus-Kapelle                                                                    | St. Hubertus-Kapelle                                                                    | Lohe Loher Straße 21 Karte                                                                                                  | | 1878 | 15. Dezember 1989  | 243             |
| BW                                                                                      | Kruzifix                                                                                | Overhagen Glockenweg 4 (in der kath. Kirche) Karte                                                                          | | 18. Jh. | 7. September 1987  | 208             |
| Sandsteinplastik des Hl. Nepomuk                                                        | Sandsteinplastik des Hl. Nepomuk                                                        | Overhagen Nepomukstraße/Schloßgraben Karte                                                                                  | | 1746 | 8. Juli 1996       | 279             |
| weitere Bilder                                                                          | Schloss Overhagen                                                                       | Overhagen Schloßgraben 19 Karte                                                                                             | | 1619 | 18. November 1986  | 173             |
| BW                                                                                      | Vierständer-Haupthaus                                                                   | Overhagen Wallgraben 5 Karte                                                                                                | | um 1800 | 12. November 1990  | 254             |
| weitere Bilder                                                                          | Schlosskapelle                                                                          | Overhagen Schloßgraben Karte                                                                                                | | 1651 | 17. September 1986 | 153             |
| Hofanlage                                                                               | Hofanlage                                                                               | Rebbeke Mettinghauser Straße 65 Karte                                                                                       | | | 5. Dezember 1986   | 187             |
| Bauernhaus                                                                              | Bauernhaus                                                                              | Rebbeke Rebbeker Straße 33                                                                                                  | | 1720 | 5. Dezember 1986   | 188             |
| Fachwerkgebäude                                                                         | Fachwerkgebäude                                                                         | Rebbeke Rebbeker Straße 39 Karte                                                                                            | | um 1793 | 20. August 2002    | 299             |
|                                                                                         |                                                                                         | Rebbeke Waldseestraße 11 Karte                                                                                              | | 1873 | 12. November 1986  | 168             |
| Wehranlagen II und IV in der Lippe                                                      | Wehranlagen II und IV in der Lippe                                                      | Rebbeke | | | 4. November 1991   | 261             |
| Backspeicher                                                                            | Backspeicher                                                                            | Rixbeck Oberdorf 14 Karte                                                                                                   | | 1819 | 24. August 2000    | 293             |
| weitere Bilder                                                                          | Kath. Kirche St. Antonius von Padua                                                     | Rixbeck Oberdorf 3 Karte | Einschiffige Kirche im romanischen Stil erbaut. Der Entwurf zu dem Gotteshaus stammt vom Bildhauer Albert Pehle (1874–1948) aus Düsseldorf. Die Bauausführung wurde der Firma H. Pehle aus Lippstadt übertragen, die Bauzeit betrug 15 Monate. Die Innenausstattung begann nach dem 2. Weltkrieg durch den Künstler Schellhase aus Schloß Neuhaus (Paderborn). 2004 wurde das Chor neu gestaltet und ein renovierter Hochaltar aus der Zeit um 1700 aufgestellt. | 1924–1925 | 22. Dezember 2004  | 304             |

## Denkmalbereiche
| Bild           | Bezeichnung    | Lage            | Beschreibung              | Bauzeit | Eingetragen seit | Denkmal- nummer |
| -------------- | -------------- | --------------- | ------------------------- | ------- | ---------------- | --------------- |
| weitere Bilder | Burg Lipperode | Lipperode Karte | Burgrest einer Wasserburg |         | ?                | ?               |

## Ehemalige Baudenkmäler
| Bild                       | Bezeichnung                | Lage                           | Beschreibung | Bauzeit | Eingetragen seit | Denkmal- nummer |
| -------------------------- | -------------------------- | ------------------------------ | ------------ | ------- | ---------------- | --------------- |
| Kleines Wirtschaftsgebäude | Kleines Wirtschaftsgebäude | Overhagen Schloßgraben 1 Karte | abgerissen   |         | 12. Juni 1989    | 238             |